# هيثر براتون
هيثر براتون (بالإنجليزية: Heather Bratton)‏ هي عارضة أمريكية، ولدت في 25 يونيو 1987 في تامبا في الولايات المتحدة، وتوفيت في 22 يوليو 2006 في نيوآرك في الولايات المتحدة.

## وصلات خارجية
- هيثر براتون على موقع دليل عارضات الأزياء (الإنجليزية)

- الموقع الرسمي